# Ritmo y decepción (canción de Miranda!)
«Ritmo y decepción» (estilizado como RITMO & DECEPCIÓN), es una canción interpretada por el grupo musical argentino Miranda!, lanzado el 29 de octubre de 2010 por la discografía Pelo Music, Este siendo el primer sencillo para su álbum de estudio, Magistral. La canción fue escrita por Ale Sergi y producida por Cachorro Lopez. En 2011 la versión remix e instrumental fue el tema principal del programa de televisión Fútbol para todos.

## Vídeo musical
El vídeo musical fue publicado el 9 de diciembre de 2010 en la cuenta de YouTube y Facebook teniendo una duración de tres minutos con cincuenta y tres segundo. Hasta el 14 de enero de 2023 el vídeo ha ganado más de 7 millones de visitas en YouTube. Hasta que el 12 de octubre de 2022 que el vídeo musical fue publicado nuevamente pero siendo una versión remasterizada con una resolución 2K.
El rodaje se realizó durante dos días, se grabó en un gimnasio ubicado en Belgrano, después, se grabaron algunas escenas en una calle empedrada en Villa Crespo el domingo 5 de diciembre. Entre los extras estuvo presente Ludo, la baterista de la banda Azafata.

### Créditos
| - Leo Damario – Director. - Banana Films – Productora. - Daniel Rino Arreaza – Director de fotografía. - Mariano Antonetti - Productor ejecutivo. - Maria Bethania Medina – Jefe de producción. | - Walter Deluchi – Estilismo. - Carolina Perez Goñi – Dirección de arte. - Liberty – Post. - Civiles / Rebel Management – Talentos. - Paola Miranda – Artista invitado. - Restart – Artista invitado. |

## Lista de canciones
- Descarga digital

| N.º | Título              | Duración |  |
| 1.  | «Ritmo y decepción» | 3:23     |  |

- Promo CD[4]

| N.º | Título              | Duración |  |
| 1.  | «Ritmo & decepción» | 3:20     |  |